# Cabeço do Moiro
O Cabeço do Moiro é uma elevação portuguesa localizada na freguesia São João, concelho das Lajes do Pico, ilha do Pico, arquipélago dos Açores.
Este acidente geológico tem o seu ponto mais elevado a 748 metros de altitude acima do nível do mar, encontra-se na Latitude de 38.45 e na Longitude de 28.33 e trata-se de uma formação formada por escórias vulcânicas ou spatter, (nome cientifico).
Próximo desta formação encontra-se o Cabeço da Fajã, o Pico da Urze e o Cabeço do Vermelho. Junto ao seu sopé passa a Ribeira das Cavacas.